# High in the Clouds
Pour plus de détails, voir Fiche technique et Distribution.
High in the Clouds est un film d'animation en 3D réalisé par Toby Genkel et dont la sortie est prévue en 2027. Il est basé sur le livre d'enfant écrit par Paul McCartney.

## Fiche technique
- Titre provisoire : High in the Clouds
- Réalisation : Toby Genkel
- Scénarisation : Jon Crocker
- Production : Robert Shaye et Michael Lynne (en) (Unique Features), Nicolas Atlan et Terry Kalagian (Gaumont), Michele Anthony (en) et David Blackman (PolyGram Entertainment (en))
- Producteurs exécutifs : Paul McCartney (MPL Communications), Sidonie Dumas (Gaumont)
- Montage : N/A
- Musique originale : Michael Giacchino
- Chansons originales : Paul McCartney
- Producteur de la trame sonore :
- Décors : Patrick Hanenberger
- Sociétés de production : MPL Communications, Unique Features, Gaumont, 88 Pictures, PolyGram Entertainment, Lemoko Investments, Sky, et James L Nederlander Productions
- Sociétés de distribution :
- Pays de production :  Royaume-Uni,  France,  États-Unis
- Langue originale : anglais
- Durée : N/A
- Format : N/A
- Dates de sortie : 2027 Date sujette à modification

## Distribution
- Himesh Patel : Wirral
- Hannah Waddingham : Gretsch
- Céline Dion : Sugartail
- Idris Elba : Barrel
- Paul McCartney : McKenzie
- Ringo Starr : Roy
- Lionel Richie : Gladstone
- Jimmy Fallon : Froggo
- Clémence Poésy : Doris
- Pom Klementieff : Mina
- Alain Chabat : Bigsby[1]

## Production
En 2005, Paul McCartney publie un livre pour enfant intitulé High in the Clouds (en), en collaboration avec l'artiste Geoff Dunbar et l'auteur Philip Ardagh. Il est créé en mémoire de son épouse Linda, morte en 1998, qui est l'inspiration de Sugartail, un personnage « fort et ingénieux ».
En 2019, il est annoncé que l'ouvrage va être adapté pour le cinéma par Netflix, en association avec la société Gaumont, et réalisé par Timothy Reckart. Le studio canadien Tangent est choisi pour effectuer l'animation mais des désaccords avec Netflix fait en sorte que le projet avorte et, plus encore, la compagnie ferme ses portes. En 2024, il est annoncé que Netflix n'est plus associé au projet.
Finalement, en mai 2025, Gaumont annonce que la production du film d'animation 3D est en marche, réalisé par Toby Genkel, avec une sortie prévue pour 2027. McCartney a déjà écrit treize chansons, dont une en collaboration avec Lady Gaga, mais seules six seront entendues dans le film. Le scénario écrit par Jon Crocker, Himesh Patel jouera le personnage principal, Wirral, un écureuil adolescent, inspiré de John Lennon et ses réparties. McCartney interprètera McKenzie, un morse gaucher (un clin d'œil à la chanson I Am the Walrus), bassiste du groupe The Sweets, duquel le batteur, Roy l'autruche, sera joué par Ringo Starr. Le film mettra aussi en vedette les voix de Hannah Waddingham (la méchante Gretch), Céline Dion et Idris Elba (les parents de Wirral) et Jimmy Fallon (Froggo, une grenouille cul-de-jatte). Lionel Richie, Clémence Poésy, Pom Klementieff et Alain Chabat complètent la distribution.